# Rupert Graves
Rupert S. Graves (født 30. juni 1963) er en engelsk film-, fjernsyns- og teaterskuespiller. Han er kendt for sine roller i A Room with a View, Maurice, The Madness of King George og The Forsyte Saga. Fra 2010 til 2017 spillede han rollen som Kommissær Lestrade i BBC's fjernsynsserie Sherlock.

## Film
| År   | Titel                                         | Rolle                     | Noter                                     |
| ---- | --------------------------------------------- | ------------------------- | ----------------------------------------- |
| 1985 | A Room with a View                            | Freddie Honeychurch       |                                           |
| 1987 | Maurice                                       | Alec Scudder              |                                           |
| 1988 | A Handful of Dust                             | John Beaver               |                                           |
| 1990 | The Plot to Kill Hitler                       | Axel von dem Busche       |                                           |
| 1990 | The Children                                  | Gerald Ormerod            |                                           |
| 1991 | Where Angels Fear to Tread                    | Philip Herriton           |                                           |
| 1992 | Damage                                        | Martyn Fleming            |                                           |
| 1992 | The Sheltering Desert                         | Hermann Korn              |                                           |
| 1994 | The Madness of King George                    | Robert Fulke Greville     |                                           |
| 1996 | Different for Girls                           | Paul Prentice             |                                           |
| 1996 | The Innocent Sleep                            | Alan Terry                |                                           |
| 1996 | Intimate Relations                            | Harold Guppy              | Montreal World Film Festival - Best Actor |
| 1997 | Bent                                          | Politibetjent på tog      |                                           |
| 1997 | Mrs Dalloway                                  | Septimus Warren Smith     |                                           |
| 1998 | The Soldier's Leap                            | Christian                 | Kortfilm                                  |
| 1998 | Sweet Revenge                                 | Oliver Knightly           |                                           |
| 1999 | All My Loved Ones                             | Nicholas Winton           | Originaltitel: Vsichni moji blízcí        |
| 1999 | Dreaming of Joseph Lees                       | Joseph Lees               |                                           |
| 2000 | Room to Rent                                  | Mark                      |                                           |
| 2002 | Extreme Ops                                   | Jeffrey                   |                                           |
| 2005 | Rag Tale                                      | Eddy Taylor               |                                           |
| 2005 | V for Vendetta                                | Dominic                   |                                           |
| 2007 | Death at a Funeral                            | Robert                    |                                           |
| 2007 | Intervention                                  | Mark                      |                                           |
| 2007 | The Waiting Room                              | George                    |                                           |
| 2010 | Made in Dagenham                              | Peter Hopkins             |                                           |
| 2012 | Fast Girls                                    | David Temple              |                                           |
| 2015 | Bone in the Throat                            | Rupert                    | Baseret på Anthony Bourdains roman        |
| 2016 | Native                                        | Cane                      |                                           |
| 2016 | Sacrifice                                     | Duncan Guthrie            | Baseret på Sharon Boltons roman           |
| 2018 | Swimming with Men                             | Luke                      |                                           |
| 2019 | Horrible Histories: The Movie – Rotten Romans | Governor General Paulinus |                                           |
| 2020 | Emma                                          | Mr. Weston                |                                           |

## Tv
| År           | Titel                                         | Rolle                               | Noter                                          |
| ------------ | --------------------------------------------- | ----------------------------------- | ---------------------------------------------- |
| 1978         | Return of the Saint                           | Prefect                             | Episode: "Yesterday's Hero"                    |
| 1979         | The Famous Five                               | Yan                                 | 2 episoder                                     |
| 1981         | Vice Versa                                    | Tipping                             | 6 episoder                                     |
| 1982         | All for Love                                  |                                     | Episode: "Mona"                                |
| 1983         | St. Ursula's in Danger                        | Teddy                               |                                                |
| 1983         | Good and Bad at Games                         | Guthrie                             |                                                |
| 1984         | Puccini                                       | Tonio                               |                                                |
| 1987         | Fortunes of War                               | Simon Boulderstone                  | 3 episoder                                     |
| 1991         | A Private Affair                              | Milton                              |                                                |
| 1992         | Inspector Morse                               | Billy                               | Episode: "Happy Families"                      |
| 1993         | Screen One                                    | Neil                                | Episode: "Royal Celebration"                   |
| 1994         | Doomsday Gun                                  | Jones                               |                                                |
| 1994         | Open Fire                                     | David Martin                        |                                                |
| 1995         | Harry                                         | Dominic Collier                     | Serie 2, Episode 6                             |
| 1996         | 1914-1918                                     |                                     | 3 episoder                                     |
| 1996         | The Tenant of Wildfell Hall                   | Arthur Huntingdon                   | 3 episoder                                     |
| 1999         | The Blonde Bombshell                          | Dennis Hamilton                     |                                                |
| 1999         | Cleopatra                                     | Octavian                            |                                                |
| 2000         | Take a Girl Like You                          | Patrick Standish                    | TV-film                                        |
| 2002         | The Forsyte Saga                              | Ung Jolyon Forsyte                  |                                                |
| 2003         | The Forsyte Saga: To Let                      | Young Jolyon Forsyte                | 4 episoder                                     |
| 2003         | Charles II: The Power & the Passion           | George Villiers, Duke of Buckingham | 4 episode                                      |
| 2004         | Pride                                         | Linus                               | Stemme                                         |
| 2005         | Spooks                                        | William Sampson                     | Sæson 4, Episode 2                             |
| 2005         | A Waste of Shame                              | William Shakespeare                 |                                                |
| 2006         | Son of the Dragon                             | The Lord of the North               |                                                |
| 2007         | To Be First                                   | Dr. Christiaan Barnard              |                                                |
| 2007         | Clapham Junction                              | Robin Cape                          |                                                |
| 2007         | The Dinner Party                              | Roger                               |                                                |
| 2008         | Ashes to Ashes                                | Danny Moore                         | Sæson 1, episode 2                             |
| 2008         | Waking the Dead                               | Colonel John Garrett                | 2 episoder                                     |
| 2008         | Midnight Man                                  | Daniel Cosgrave                     | 3 episoder                                     |
| 2008         | God on Trial                                  | Mordechai                           |                                                |
| 2008         | Marple: A Pocket Full of Rye                  | Lance Fortescue                     |                                                |
| 2009         | The Good Times Are Killing Me                 | Lexy                                |                                                |
| 2009-2011    | Garrow's Law                                  | Sir Arthur Hill                     | 12 episoder                                    |
| 2010         | Wallander                                     | Alfred Harderberg                   | Episode: "The Man Who Smiled"                  |
| 2010         | Lewis                                         | Alec Pickman                        | Episode: "Falling Darkness"                    |
| 2010         | Law & Order: UK                               | John Smith                          | Episode: "Defence"                             |
| 2010         | Single Father                                 | Stuart                              | 3 episode                                      |
| 2010         | New Tricks                                    | Adrian Levene                       | Episode: "Fashion Victim"                      |
| 2010–present | Sherlock                                      | D.I. Lestrade                       | 13 episoder                                    |
| 2011         | Case Sensitive                                | Mark Bretherick                     | 2 episoder                                     |
| 2011         | Scott & Bailey                                | Nick Savage                         | 5 episoder                                     |
| 2011         | Death in Paradise                             | James Lavender                      | Sæson 1, episode 1                             |
| 2012         | Putin, Russia & The West                      | Narrator                            | 4 episoder                                     |
| 2012         | Terror at Sea: The Sinking of the Concordia   | Fortæller                           |                                                |
| 2012         | The Hunt for bin Laden                        | Fortæller                           |                                                |
| 2012         | Air Force One Is Down                         | Arkady Dragutin                     | 2 episoder                                     |
| 2012         | Doctor Who                                    | Riddell                             | Sæson 7, Episode 2: "Dinosaurs on a Spaceship" |
| 2012         | Secret State                                  | Felix Durrell                       | 4 episoder                                     |
| 2013         | The White Queen                               | Lord Stanley                        | 6 episoder                                     |
| 2014         | Turks & Caicos                                | Stirling Rogers                     |                                                |
| 2014         | Salting the Battlefield                       | Stirling Rogers                     |                                                |
| 2014         | The Crimson Field                             | Maj. Edward Crecy                   | Episode 2                                      |
| 2014         | Last Tango in Halifax                         | Gary                                | Sæson 3                                        |
| 2015         | Valentine's Kiss                              | Nicholas Whiteley                   |                                                |
| 2016         | The Nightmare Worlds of H. G. Wells: The Moth | Hapley                              |                                                |
| 2016         | The Family                                    | John Warren                         |                                                |
| 2017         | 12 Monkeys                                    | Sebastian                           | Series 3, Episode 8                            |
| 2018         | Krypton                                       | Ter-El                              | Episode: "Pilot"                               |
| 2020         | Riviera                                       | Gabriel Hirsch                      |                                                |

## Teater
Udover sine rolle i film og tv har Graves også haft succes i teateropsætning på Broadway-theatre i New York City i bl.a. Closer (2000) og The Elephant Man (2002).
| År            | Titel                                                                   | Rolle                        | Noter                                                                                    |
| ------------- | ----------------------------------------------------------------------- | ---------------------------- | ---------------------------------------------------------------------------------------- |
| 1983          | The Killing Of Mr. Toad by David Gooderson                              | Alistair Graham, Mr. Toad    | The King's Head Theatre, London, instruktør David Gooderson                              |
| 1983, 1984    | Sufficient Carbohydrate by Dennis Potter                                | Clayton Vosper               | Hampstead Theatre and Albery Theatre, London, instruktør Nancy Meckler                   |
| 1985          | Torch Song Trilogy (Part 2: 'Fugue in a Nursery') af Harvey Fierstein   | Alan                         | Albery Theatre, London, instruktør Robert Allan Ackerman                                 |
| 1986          | Amadeus af Peter Shaffer                                                | Wolfgang Amadeus Mozart      | Theatr Clwyd, instruktør Simon Callow                                                    |
| 1987          | The Importance Of Being Earnest af Oscar Wilde                          | Algernon Moncrieff           | Crucible Theatre, Sheffield, instruktør Clare Venables                                   |
| 1986-7        | Candida af George Bernard Shaw                                          | Marchbanks                   | The King's Head Theatre, London, instruktør Frank Hauser (director)                      |
| 1988          | 'Tis Pity She's a Whore af John Ford (dramatist)                        | Giovanni                     | Royal National Theatre (Olivier), London, instruktør Alan Ayckbourn                      |
| 1989          | The History Of Tom Jones af Henry Fielding, bearbejdet af Andrew Wickes | Tom Jones                    | Watford Palace Theatre, instruktør Matthew Francis                                       |
| 1989          | A Madhouse In Goa af Martin Sherman                                     | David, Barnaby Grace         | Lyric Theatre (Hammersmith) and Apollo Theatre, London, instruktør Robert Allan Ackerman |
| 1991          | The Pitchfork Disney af Philip Ridley                                   | Presley Stray                | Bush Theatre, London, instruktør Matthew Lloyd                                           |
| 1992          | A Midsummer Night's Dream by William Shakespeare                        | Lysander                     | Royal National Theatre (Olivier), London, instruktør Robert Lepage                       |
| 1994          | Toyer af Gardner McKay                                                  | Peter Matson                 | Redgrave Theatre, Farnham, instruktør Wyn Jones                                          |
| 1995          | Design for Living af Noël Coward                                        | Otto                         | Gielgud Theatre, London, instruktør Sean Mathias                                         |
| 1996          | Les Enfants du Paradis af Jacques Prévert, bearbejdet af Simon Callow   | Baptiste                     | Barbican Theatre i Barbican Centre, London, instruktør Simon Callow                      |
| 1997, 1998    | Hurlyburly af David Rabe                                                | Eddie                        | Peter Hall Company på Old Vic og Queen's Theatre, London, instruktør Wilson Milam        |
| 1998          | The Iceman Cometh af Eugene O'Neill                                     | Don Parrit                   | Almeida Theatre, London, instruktør Howard Davies (director)                             |
| 1999          | Closer af Patrick Marber                                                | Dan                          | Music Box Theater, Broadway, instruktør Patrick Marber                                   |
| 2000, 2000–01 | The Caretaker af Harold Pinter                                          | Mick                         | Yvonne Arnaud Theatre, Guildford, and Comedy Theatre, London, instruktør Patrick Marber  |
| 2001          | Speak Truth To Power : Voices From Beyond The Dark af Ariel Dorfman     | Third Voice                  | Playhouse Theatre, London, instruktør Gari Jones                                         |
| 2002          | The Elephant Man af Bernard Pomerance                                   | Dr. Frederick Treves         | Royale Theatre, Broadway, instruktør Sean Mathias                                        |
| 2003          | A Woman of No Importance af Oscar Wilde                                 | Lord Illingworth             | Theatre Royal Haymarket, London, instruktør Adrian Noble                                 |
| 2004          | Dumb Show af Joe Penhall                                                | Greg                         | Royal Court Theatre, London, instruktør Terry Johnson)                                   |
| 2006          | The Exonerated af Jessica Blank og Erik Jensen                          | Kerry                        | Riverside Studios, London, instruktør Bob Balaban                                        |
| 2018          | Pinter Five - The Room/Victoria Station/Family Voices af Harold Pinter  | Bert Hudd/Driver/Voice Three | Harold Pinter Theatre, London, instruktør Patrick Marber                                 |

 and primary archive sources.